# Cassidulus caribaearum
Cassidulus caribaearum is een zee-egel uit de familie Cassidulidae.
De wetenschappelijke naam van de soort werd in 1801 gepubliceerd door Jean-Baptiste de Lamarck.